# Grips kommun
Grips kommun (norska: Grip kommune) var en kommun i Møre og Romsdal fylke i västra Norge. Kommunen omfattade ögruppen Grip som är belägen ute i Norska havet, cirka 12 kilometer nordväst om staden Kristiansund. Kommunen var Norges minsta, både till ytan och till antal invånare.

## Administrativ historik
Grip utgjorde en egen socken inom Kristiansunds pastorat, men när Formannskapslovene från 1837 trädde i kraft den 1 januari 1838 hade socknen enligt dåtidens bestämmelser inga röstberättigade och kunde därför inte utgöra någon kommun. Rösträtten och valbarheten var då kopplad till egendom, handelsborgarskap, inkomst eller offentligt ämbete.
Det var först efter att allmän rösträtt för män hade införts 1898 som socknens önskan att bli en egen kommun skulle kunna bli verklighet. Som en följd av detta kunde därför Grips kommun upprättas den 1 januari 1897. Kommunen hade 198 invånare vid upprättandet.
Den 1 januari 1964 gick kommunen upp i  Kristiansunds kommun. Kommunens hade då endast 104 invånare och en yta på 0,5 kvadratkilometer, mindre än någon annan kommun i landet.

## Bilder

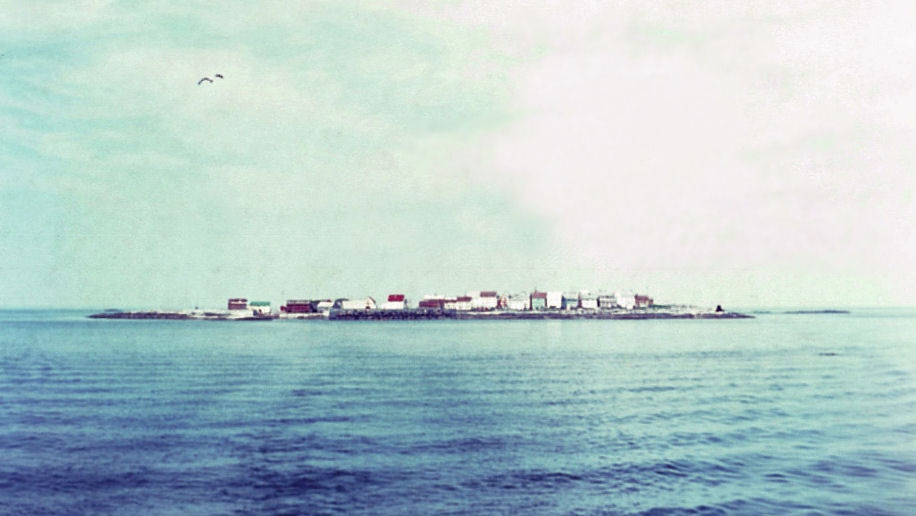
Gripholmen.
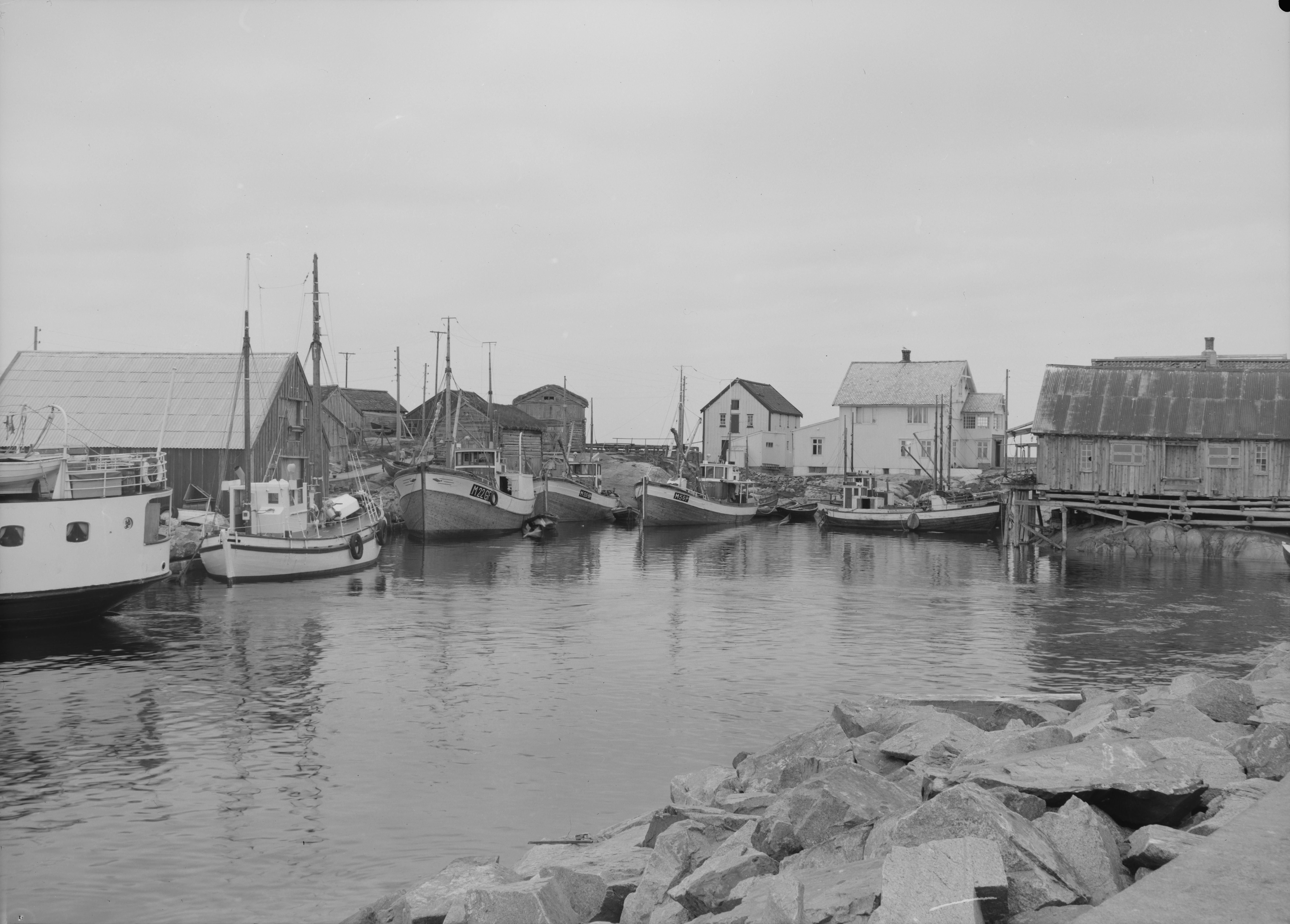
Hamnen i Grip.
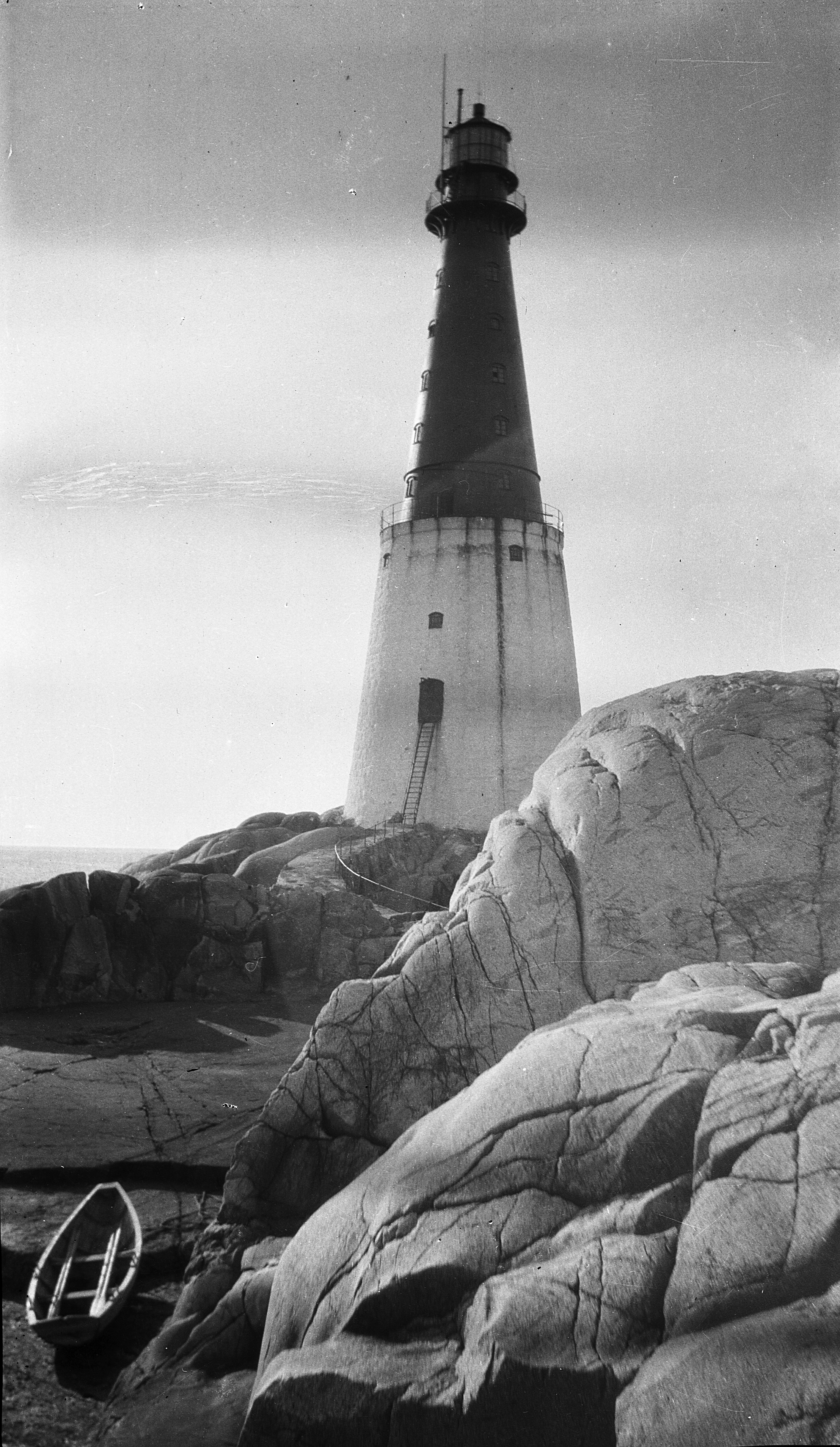
Grips fyr.